# Theodor Sørensen (arkitekt)
 Der er flere personer med dette navn, se Theodor Sørensen.
Severin Theodor Emilius Sørensen (26. februar 1825 i København – 5. maj 1867 sammesteds]) var en dansk arkitekt, der bl.a. har tegnet Skt. Johannes Kirke. Han var far til Thorvald Sørensen, der ligeledes blev arkitekt.
Theodor Sørensen blev født 1825 som søn af snedkermester Severin Emilius Sørensen og Dorthea Kirstine Kjær. Han kom i snedkerlære 1842 og blev svend. Allerede fra 1840 var han på Kunstakademiet, hvor han avancerede til bygnings- og arkitekturklassen 1844-46, vandt den lille sølvmedalje 1846 og den store sølvmedalje 1850. Han fik æresmedaljen i arkitekturen 1851 (for En Rigsforsamlingsbygning) og den lille guldmedalje 1853 (en Kirke) samt Akademiets stipendium 1854, som han anvendte til en Tysklandsrejse. Han var ansat i syv år hos Gottlieb Bindesbøll i 1840'erne. I sine yngre år var han lærer ved Døvstummeskolen og Det tekniske Institut, i 1856 blev han bygningsinspektør i København og den 21. juni 1861 medlem af Kunstakademiet, og efter Peder Mallings død blev han konstitueret som Søetatens husbygmester. Efter G.F. Hetschs død blev han tillige bestyrelsesmedlem ved Det tekniske Institut.
Theodor Sørensen tilhørte som ung den lille kreds omkring Bindesbøll og blev betragtet som et lovende talent. Han stod håndværkerstanden nær og arbejdede både i senklassicisme (Alderstrøst) og i historiske stilarter (den første kirke i brokvartererne Skt. Johannes Kirke med motiv fra Oluf Mortensens våbenhus på Roskilde Domkirke og inspiration fra Bindesbølls Hobro Kirke). Det nedrevne Hotel Kongen af Danmark var udført i nyrokoko, mens Anneberggård står i italiensk villastil. Hans tidlige død betød, at hans talent ikke rigtigt fik tid til at folde sig ud.
Han udstillede på Charlottenborg Forårsudstilling 1847, 1850-51 og 1854-55. Posthume udstillinger at hans værker fandt sted på Den nordiske Industri- og Konstudstilling i Kjøbenhavn 1872 og på Rådhusudstillingen 1901. 
Sørensen blev gift 6. august 1847 i København med Petrine Charlotte Amalie Corfitz, (11. november 1818 i København – 1. januar 1886 i København), datter af matros Peter Jørgen Corfitz og Anne Marie Cathrine Thomsen. 1834 nævnes som stedforældre skriver ved Holmen Peter Christian Strøm og Cathrine Christensen.
Han er begravet på Assistens Kirkegård.

## Værker
(I København, når ikke andet nævnes)
- Indretning af græsk-katolsk kapel, Laksegade 6 (1853, senere ombygget)
- Anneberggård hovedbygning, ved Nykøbing Sjælland (1856)
- Skt. Johannes Kirke, Sankt Hans Torv (1856-61)
- Forhus, Viktoriagade 14 (1857)
- Struncks ølpavillon, Vesterbrogade 29 (1860, nedrevet)
- Ombygning af P.C. Hagemanns Skt. Hans Gades Skoles filial, Sankt Hans Torv 28 (1862)
- Udvidelse af Døvstummeinstituttet, Kastelsvej (1858-59)
- Estruplunds hovedbygning ved Randers (1863, midtparti senere forhøjet)
- Alderstrøst, Nørrebrogade 9/Baggesensgade 10/Blågårdsgade 9 (1863, udvidelser 1870-71 og 1879, navn fjernet fra facaden, ombygget)
- Bræstrups Stiftelse, Nørre Allé 17 (1863-64, nedrevet 1937)
- Hotel Kongen af Danmark, Holmens Kanal 15 (1865-66, nedrevet 1964)
- Frisholt, nu Ormstrup, hovedbygning, Viborg (1867, vinduer udskiftet, ombygget)

### Projekter
- Kirke for Nørre- og Østerbro (1855)